# North Dakotas flagga
North Dakotas flagga antogs 1911. North Dakota blev amerikansk delstat 1889.
First North Dakota Infantry (North Dakota första infanteriregemente) använde under det spansk–amerikanska kriget 1898 en fana som fick stå som modell för North Dakotas delstatsflagga.
Flaggans officiellt antagna proportioner är 33:26, vilket är betydligt kortare än andra flaggors; de flesta flaggor som tillverkas och saluförs har emellertid förhållandet 5:3.